# Dschangy-Dscher (Batken)
Dschangy-Dscher (kirgisisch Жаңы-Жер) ist ein Dorf in Kirgisistan mit – Stand 2021 – 3168 Einwohnern. Die Siedlung wurde 1972 gegründet.

## Geographie
Das Dorf liegt im Rajon Batken des Oblus Batken. Es ist der Landgemeinde Daryja untergeordnet. Es liegt 7 Kilometer von Batken entfernt und wird von der Straße EM-26 durchfahren.

## Bevölkerung
| Jahr | Einwohner |
| ---- | --------- |
| 2002 | 1654      |
| 2009 | 2210      |
| 2021 | 3168      |
| 2022 | 3107      |